# Por ellos... todo
Por ellos…todo es una película argentina del género de comedia filmada en blanco y negro dirigida por Carlos Schlieper sobre un guion de Carlos A. Olivari y Sixto Pondal Ríos que se estrenó el 24 de mayo de 1948 y que tuvo como protagonistas a José María Gutiérrez, Felisa Mary, Enrique Muiño y María Esther Podestá.	

## Sinopsis
Un padre, encarnado por Enrique Muiño, apoya a sus cuatro hijos para que cada uno siga su camino en pos de la felicidad.

## Reparto
- Alberto Bello ... Sebastián
- Lidia Denis ... Lucía
- Darío Garzay ... Pocho
- Norma Giménez ... Mecha
- José María Gutiérrez ... Rodolfo Leiva
- Felisa Mary ... Maria Mercedes Martínez de Carreras
- Héctor Méndez ... Enrique Hardy
- Enrique Muiño ... Leandro Carreras
- Hugo Pimentel ... Dr. Raúl García
- Teresa Pintos...	Tota
- María Esther Podestá ... Clotilde
- Analía Gadé ... Extra
- Warly Ceriani ... Hombre que se queja de ruidos molestos
- Amadeo Novoa
- Teresita Pagano
- Pablo Cumo
- Soledad Marcó

## Comentario
Para el crítico de Clarín es una película hogareña con una gran labor de Enrique Muiño. Por su parte los críticos Raúl Manrupe y María Alejandra Portela escribieron: "Aleccionadora y moralizante, con un papel a la medida de Enrique Muiño"
La crónica del Heraldo de la Cinematografía expresó: " la comedia (...) pudo haber sido jugada con más calor y humanidad, y, con el mismo libro e intérpretes, hubiera constituido una nota de excepción en su género en el estilo de Así es la vida.